# Ferdinand Hasoň
Ferdinand Hasoň (8. června 1935 Bratislava, Československo – 22. června 2015 Dallas, USA), ve Spojených státech amerických uváděn jako Frank Hason, byl slovenský fotbalový brankář, který většinu své kariéry strávil ve Slovanu Bratislava.
Jeho dva synové Peter a Paul jsou fotbaloví trenéři.

## Fotbalová a trenérská kariéra
Hasoň začínal s fotbalem v klubu Spoje Bratislava, ale ještě v mládežnickém věku přestoupil do Slovanu Bratislava, kde strávil většinu své kariéry. Se Slovanem vyhrál titul v československé lize v sezóně 1955, dvakrát získal československý fotbalový pohár (1961/62 a 1962/63) a zachytal si v Poháru vítězů pohárů 1963/64. Dvě sezóny hrál i ve východoslovenském celku TJ Jednota Košice.
V neděli 16. června 1957 odchytal jedno utkání za reprezentační „B“ mužstvo, které v Rostocku podlehlo „B“ mužstvu NDR 1:3.
Roku 1968 po invazi vojsk Varšavské smlouvy do Československa emigroval do USA. V roce 1970 se nastálo usadil v Dallasu, kde v závěru kariéry odchytal za tým Dallas 5 utkání v NASL.
Po skončení kariéry působil v Texasu jako trenér mládeže. Roku 1970 založil v Dallasu brankářskou akademii Dallas Goalkeeper Academy, kterou převzal jeho syn Paul.

## Ligová bilance
| Ročník             | Zápasy | Góly | Minuty | Nuly | Klub              |
| ------------------ | ------ | ---- | ------ | ---- | ----------------- |
| I. liga 1953       | 1      | 0    | –      | –    | Slovan Bratislava |
| I. liga 1954       | 4      | 0    | –      | –    | Slovan Bratislava |
| I. liga 1956       | 1      | 0    | 90     | –    | Slovan Bratislava |
| I. liga 1957/58    | 12     | 0    | –      | –    | Slovan Bratislava |
| I. liga 1958/59    | 21     | 0    | 1 807  | 7    | Jednota Košice    |
| I. liga 1959/60    | 8      | 0    | 689    | 1    | Jednota Košice    |
| I. liga 1960/61    | 2      | 0    | 6      | 0    | Slovan Bratislava |
| I. liga 1961/62    | 1      | 0    | 27     | 0    | Slovan Bratislava |
| CELKEM I. ČS. LIGA | 50     | 0    | –      | –    |                   |